# Liquidambar siamensis
Liquidambar siamensis är en tvåhjärtbladig växtart som först beskrevs av William Grant Craib, och fick sitt nu gällande namn av Ickert-bond och J.Wen. Liquidambar siamensis ingår i släktet Liquidambar och familjen Altingiaceae. Inga underarter finns listade i Catalogue of Life.